# Betty Söderberg
Betty Helene Eva Voss Söderberg (født 6. november 1910 i München, Tyskland, død 27. oktober 1993) var en dansk skuespillerinde.
Hun var datter af den svenske forfatter Hjalmar Söderberg.
Efter endt uddannelse fra Det kongelige Teaters Elevskole i 1932 optrådte hun 1-2 år på teatret inden hun kom til Betty Nansen Teatret, hvor hun fik engagementer frem til 1939.
Hun fik en række roller i radioen, indspillede nogle film, men stoppede så sin karriere inden hun nåede at runde 40 år.
Hun var i mange år gift med professor Hakon Stangerup og er mor til forfatterne Helle Stangerup og Henrik Stangerup.

## Filmografi
- Tango – 1933
- Under byens tage – 1938
- Alarm – 1938
- Blaavand melder storm – 1938
- De tre, måske fire – 1939
- Vagabonden – 1940
- Et skud før midnat – 1942
- Møllen – 1943
- Hr. Petit – 1948

## Betty Söderberg på print
Henrik Stangerup: Datter af. Scener om en mor